# José De Lizaso
José Ignacio De Lizaso, detto Polo (Necochea, 20 febbraio 1946 – 29 marzo 2021), è stato un cestista argentino.

## Carriera
Con l'Argentina ha disputato i Campionati mondiali del 1967 e i Giochi panamericani di Cali 1971.